# Dasiphora gorovoii
Dasiphora gorovoii är en rosväxtart som beskrevs av Pshenn.. Dasiphora gorovoii ingår i släktet tokar, och familjen rosväxter. Inga underarter finns listade i Catalogue of Life.